# 악셀 라르센

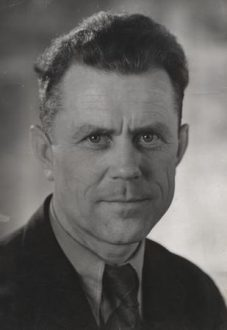
악셀 라르센

악셀 라르센(덴마크어: Aksel Larsen, 1897년 8월 5일 ~ 1972년 1월 10일)은 덴마크의 정치인으로, 전 덴마크 공산당(DKP; 이하 공산당)의 의장이자 사회인민당의 창당주이다. 한때 작센하우젠 수용소에 수감되었으며, 공산당에서의 장기 활동, 사회인민당 창당 등은 현재까지도 많은 이들에게 기억되고 있다.
1897년에 현재의 오덴세시에 위치한 브렌데킬레 마을에서 나막신 제조업자의 아들로 태어났으며, 라르센은 6명의 자녀들 가운데 4번째에 해당한다. 태어날 때부터 가난했기 때문에 장학금에 의존하면서 중학교에 입학할 수 있었다. 중학교를 졸업한 이후에는 철도 회사에서 견습생으로 근무했고, 1917년에는 철도 회사 직원으로 채용되었다.
1918년에 코펜하겐으로 이주한 이후에 자전거 배달원으로 근무했고, 같은 시기에 사회민주당에 입당하게 된다. 라르센은 1917년 러시아 혁명, 1918년 독일 11월 혁명을 계기로 사회주의 사상을 접하게 된다. 하지만 1920년에 덴마크에서 일어난 부활절 위기를 계기로 사회민주당이 덴마크 노동 조합 연맹과의 타협을 결정하면서 사회민주당을 탈당했고, 좌파사회당을 창당하게 된다.
1920년 11월에는 좌파사회당이 코민테른에 가입하고 당명을 덴마크 공산당으로 변경하는 안건을 채택했다. 덴마크 공산당에서는 코펜하겐 도심 지부 위원장, 코펜하겐 도시권 지도부 위원을 역임했고, 1925년에는 소련 모스크바에 위치한 국제 레닌 학교에 입학했지만, 이오시프 스탈린이 주도한 레온 트로츠키 지지 세력 숙청에 반대하면서 소련 공산당과 덴마크 공산당의 지지를 얻지 못했다. 1929년에는 국제 레닌 학교를 졸업하고 덴마크로 돌아왔다.
1932년에는 공산당의 의장이 되었으며, 동년 국회의원으로 당선되었다. 1941년에는 독일에 점령되어 있던 덴마크 경찰이 공산당원에 대한 대대적인 구속·수감 작전을 벌이자, 라르센 또한 타 당원들과 마찬가지로 지하 활동을 개시했다. 1945년 덴마크가 제2차 세계 대전에서 벗어난 후 라르센은 해방 내각에 등용되었으며, 바로 총선에서 18석을 획득해 당을 최고의 승리로 이끌었다. 하지만 좌파당이 정권을 잡게 되었고, 라르센과 공산당은 타 당 지도자들로부터 기피의 대상이 되었다.
1956년 헝가리 혁명 당시, 라르센은 소련의 "헝가리 혁명 진압 조치"를 규탄하였다. 이는 모스크바에 전적으로 충성하던 당 지도부와의 갈등의 도화선이 되었으며, 1958년 11월 결국 공산당에서 전격 출당되었다. 이후 사회인민당을 창당했으며, 개인적인 인지도를 바탕으로 1960년 총선에서 승리를 거두게 된다. 반면 라르센 출당 이후 존재감을 잃어버린 공산당은 오히려 국회에서 쫓겨나게 된다. 비록 당이 실책을 벌인 적도 있었지만, 그는 말년에 타 정치인들로부터 존경받았으며, 1968년에 시구르 외만에게 대표직을 넘기고 물러났다. 1972년 사망할 때까지 국회에 남아 있었다.
2005년 덴마크 국제지역학연구원은 라르센이 냉전 치하였던 1958년부터 1964년까지 덴마크의 동맹국들과 비밀 인연을 맺고 있었으며, "서방 정보기관의 첩자"라고 밝혔다.